# Grad Al-Karak
Grad Al-Karak (arabsko: قلعة الكرك) je velik križarski grad, ki stoji v kraju Al-Karak v Jordaniji. Gre za enega največjih križarskih gradov v Levantu. Gradnja gradu se je začela v 1140-ih, pod Paganom in Fulkom, kraljem Jeruzalema. Križarji so ga poimenovali Crac des Moabites ali 'Karak v Moabu', kot se pogosto omenja v zgodovinskih knjigah.

## Zgodovina
Pagan je bil tudi gospodar Oultrejordaina in grad Al-Karak je postal središče njegove moči, ki je na jugu nadomestil šibkejši grad Montreal. Zaradi svojega položaja vzhodno od Mrtvega morja je grad Al-Karak lahko nadzoroval beduinske pastirje, pa tudi trgovske poti od Damaska do Egipta in Meke. Njegova naslednika, njegov nečak Maurice in Philip Milly (baron v Jeruzalemskem kraljestvu in sedmi veliki mojster vitezov templarjev), sta dodala stolpe in zaščitila severno in južno stran z dvema globokima kamnitima jarkoma (južni jarek je služil tudi kot zbiralnik). Najbolj opazna križarska arhitekturna značilnost, ki je preživela, je severna stena, v katero so vgrajene ogromne obokane dvorane na dveh nivojih. Uporabljene so bile za bivalne prostore in hleve, služile pa so tudi kot bojna galerija s pogledom na pristop in za zavetje pred izstrelki iz oblegovalnih naprav.
Leta 1176 je Renaud de Châtillon pridobil posest nad gradom Al-Karak, potem ko se je poročil s Stephanie Milly, vdovo Humphreyja III. iz Torona (in snahe Humphreja II. iz Torona) – Toron zdaj Tibnin ali Tebnine v južnem Libanonu, je bil velik križarski grad, zgrajen v libanonskih gorah na cesti od Tire do Damaska). Z gradu Al-Karak je Renaud nadlegoval trgovske karavane kamel in celo poskusil napad na Meko. Leta 1183 je Saladin grad oblegal kot odgovor na Renaudove napade. Obleganje se je zgodilo med poroko Humphreyja IV. iz Torona in Isabelle I. iz Jeruzalema, Saladin pa se je po nekaj pogajanjih in s viteškim namenom strinjal, da ne bo ciljal na njihovo sobo, medtem ko so njegove oblegovalne naprave napadali preostali grad. Obleganje je na koncu odrešil Baudouin IV. Jeruzalemski.
Saladin je Al-Karak ponovno oblegal leta 1184. Poskušal je napolniti jarke, ki so preprečevali, da bi  oblegovalne naprave posegli v grajski zid. Vendar so, tako kot prvo obleganje Al-Karaka, Saladin in njegovi ljudje odšli, preden je okrepljena križarska vojska lahko priskočila na pomoč gradu. To obleganje je trajalo le štiri tedne.
Zadnje obleganje v 12. stoletju je leta 1188 vodil Sa’d Al-Din, Saladinov nečak. Za razliko od obleganj pred njim muslimanska vojska ni bila ogrožena z okrepitvami križarjev. Leto, preden je Saladin v bitki pri Hattinu premagal preštevilčeno križarsko vojsko, zato križarji niso mogli zbrati dovolj vojakov, da bi okrepili Al-Karak. Muslimanska vojska je prekinila zaloge gradu, grad pa se je predal po nekaj mesecih. Da je grad padel, se verjame, da je prišlo zaradi pomanjkanja orožja in ne zaradi pomanjkanja hrane. S padcem Al-Karaka se je kmalu zatem predal tudi grad Montreal.
Leta 1263 je mameluški sultan Baibars na severozahodnem vogalu razširil in postavili stolp. V času dinastije Ajubidov je Al-Karak služil kot administrativno središče za vse jordanske regije. Ko je Saladinov brat, Al 'Aldil dobil nadzor nad gradom, ga je postavil za mesto ene od svojih zakladnic. Grad je še naprej služil kot sedež kraljeve zakladnice za preostanek dinastije Ajubidov. Med nekaterimi notranjimi spopadi med člani dinastije v 1230-ih in 1240-ih je bil Al-Karak eden izmed treh kneževin, ki so lahko ostale neodvisne. Grad je leta 1249 prevzel egiptovski sultan al-Salih Ajub. Al-Karak je bil za Ajubide tako pomemben, da je zapisano, da so smeli samo guvernerji Al-Karaka in Damaska nositi uradne dopise na rdečem papirju. Do leta 1263 je bil grad pod vladavino mameluškega sultana Baybarsa. Pod mameluki je še naprej ostal pomembno upravno središče. Ibn 'Abd al Zahir je izjavil, da so v gradu delal štiri ministrstva: ministrstvo vojske, za finance, ministrstvo Al-Karak in kanclerstvo. Zaradi pomena gradu je upravljal tudi pomembno vojaško silo, ki je imela pod vladavino al-Mughith vsaj 700 konjenikov.
Grad Al-Karak je bile leta 1834 ponovno oblegan, sedaj z uporniškim vodjem kmečkega upora v Palestini. Leta 1840 je grad zajel Ibrahim paša Egiptovski in uničil večji del utrdb. Leta 1844 so bile njegove čete, ki niso imele nadzora nad okoliškim podeželjem, oblegane. Na koncu so bili izstradani in mnogi ubiti.
V času Osmanskega cesarstva je imel pomembno vlogo zaradi svoje strateške lege na križišču med Arabskim polotokom, Egiptom in Veliko Sirijo.
Leta 1893 so osmanske oblasti ponovno vzpostavile nadzor nad tem območjem, tako da so v gradu Al-Karak postavile prebivališče mutasarrifa (guvernerja) z garnizonom 1400 vojakov, vključno 200 konjeniki. Deli gradu so bili ponovno uporabljeni. Nekaj uničene zgradbe je bila posledica tega, da so domačini odstranili kamne, ki so vsebovali kalijev nitrat, ki se uporablja za izdelavo smodnika.  Srednjeveški zgodovinar Paul Deschamps je v 1920-ih proučeval križarske gradove. Med pomembnimi raziskavami, ki jih je opravil Deschamps, je leta 1929 skupaj z arhitektom Francoisom Anusom ustvaril prve natančne načrte gradu Al-Karak. 
18. decembra 2016 je bil grad prizorišče terorističnega napada. Štirinajst ljudi je bilo ubitih in 34 ranjenih, večina so bili jordanska varnostna sila in lokalni civilisti. Umrl je tudi kanadski turist. 

## Arhitektura
Grad Al-Karak je primer enega prvih gradov, ki so jih zgradili Franki, ki so uporabljali utrjeno konstrukcijo stolpov in je viden primer križarske arhitekture, mešanice zahodnoevropskih, bizantinskih in arabskih modelov. Številni zgodnji frankovski gradovi pred Al-Karakom so bili zgolj stolpi, zgrajeni vzdolž križarskih držav v prvih letih križarjev. V drugi polovici 12. stoletja je vse večja muslimanska grožnja križarjem posodobila grajski načrt in dajala prednost obrambnim elementom. Grad Al-Karak je odličen primer  gradu ostrog, gradu, zgrajenega na vrhu gore, da bi izkoristili naravno topografijo, saj je zgrajen na južnem koncu planote, obkrožene s treh strani s strmimi grapami. To je imelo prednost med obleganjem, ko se je skoncentriral napad na samo eno stran gradu, zato so lahko branilci tam namestili večino svoje obrambne sile. Gradovi ostrogi so izkoristili tudi glasije, zemeljsko brežino, ki je napadalce izpostavila branilcem. Strme brežine okoli Al-Karaka so značilne za ledenik.
Grad je uporabljal tudi umetne utrdbe, vključno z jarki in debelimi kamnitimi zidovi. Ker so se muslimanske vojske začele premikati z oblegovalnim orožjem, kot so oblegovalne naprave, so se frankovski gradovi začeli prilagajati z gradnjo debelejših in trdnejših zidov . V bližini gradu je bil zgrajen bizantinski jarek, jarek za zadrževanje oblegovalnih naprav na varnejši razdalji. V bližini mesta je še en jarek, ki je mnogo globlji, a ožji, zahodno od gradu (zdaj skoraj popolnoma zapolnjen) . Križarji so uporabili vulkanski kamen v grobi obliki za gradnjo velikih zidov po obodu gradu. Potem ko je Sa'd al-Din zajel Al-Karak, so muslimani uporabili apnenec iz bližnjih kamnolomov za popravilo in širitev gradu. V muslimanskem in krščanskem kamnoseštvu so vidni znaki kamnitih blokov, ki so na robovih gladki, osrednji del pa je grob in dvignjen.
Grajski zidovi so utrjeni s pravokotnimi štrlečimi stolpi, kar kaže na dejstvo, da je šlo za enega izmed prejšnjih gradov, ki so ga zgradili križarji, šele pozneje v križarskih vojnah so naredili prehod na okrogle stolpe v kurtini, da bi pomagali pri vidnosti. Pri Al-Karaku so stolpi veliko bližje kot na drugih gradovih, teoretično pa pomagajo pri težavah z vidnostjo. Tudi stolpi so bili postavljeni na rednih točkah ob steni; temu se reče bizantinska stolpna zgradba - kvadratni stolpi na Al-Karaku so enaki tistim, ki jih je uporabljalo bizantinsko cesarstvo.
Medtem ko je grad Al-Karak velik in mogočen grad, je njegova zasnova manj prefinjena od zasnove koncentričnih križarskih gradov, kot je Krak des Chevaliers, njegova zidava pa je sorazmerno surova. Številne obrambe so bile med osvojitvijo dinastij Ajubidov in mamelukov uničene in obnovljene. Pod al-Nasier Dawudom se je v 1244–45 večji del Al-Karakove obrambe razširil in izboljšal. Leta 1227 je sultan Damaska, al Mu'azzam 'Isa naročil gradnjo podzemnega tunela, ki je od gradu vodil v mesto.

## Grad danes
Medtem ko se je grad Al-Karak v preteklosti uporabljal za zaščito premoženja križarskih držav v latinsko Jeruzalemskem kraljestvu, je danes njegova naloga veliko bolj zemeljska. V mestu, ki obdaja grad Al-Karak, domuje približno 170.000 ljudi in je 'živahna turistična znamenitost'. Veliko ljudi potuje po starodavni kraljevi cesti, da bi se ustavilo v Al-Karaku na poti do drugih turističnih znamenitosti. leta 1985 jr Odbor za svetovno dediščino je odločil, da Al-Karak ne bi smel biti Unescovo mesto, saj obstajajo »bolj reprezentativni primeri križarskih gradov«. To je deloma zato, ker grad ni v najboljšem stanju in je v Transjordaniji več primerov križarskih gradov, ki so v boljšem stanju.
Decembra 2016 je bil Al-Karak tarča terorističnega napada. Govorilo se je, da so se po spopadu s policijo teroristi umaknili v grad in zadržali civilne talce. Danes se v popularni kulturi grad Al-Karak ne omenja veliko, vendar je imel veliko vlogo v filmu iz leta 2005 Kingdom of Heaven (‘Kraljevstvo nebes'), v katerem so igrali Orlando Bloom, Eva Green in Liam Neeson.
Na spodnjem dvorišču gradu je Arheološki muzej Karak, ki so ga odprli leta 2004 po obnovitvenih delih. Predstavlja lokalno zgodovino in arheologijo regije okoli gradu Al-Karak - dežele Moab - od prazgodovine do islamske dobe. Podrobno je predstavljena zgodovina križarjev in muslimanov na gradu in mestu. 

## Galerija
- Al-Karak Castle and al-Karak, Jordan
- Grad Al-Karak
- Grad Al-Karak, notrajost
- Grad Al-Karak, ornament na steni
- Grad Al-Karak, notranjost
- Grad Al-Karak, notranjost
- Grad Al-Karak, notranjost
- Grad Al-Karak, notranjost
- Grad Al-Karak, notranjost
- Zahodni del gradu
- Zahodni del gradu
- Vzhodni del gradu
- Panorama
- Vzhodni del gradu
- Palača
- Zahodni del gradu
- Obzidje
- Obrambni jarek